# 12-я Парковая улица
12-я Па́рковая у́лица — улица в Восточном административном округе города Москвы на территории района Восточное Измайлово.

## История
Улица получила своё название 18 ноября 1949 года как одна из 16 номерных Парковых улиц в честь Измайловского парка..

## Расположение
12-я Парковая улица проходит от Измайловского проспекта на север до Первомайской улицы, пересекая Нижнюю Первомайскую улицу. Нумерация домов начинается от Измайловского проспекта.

## Примечательные здания и сооружения
По нечётной стороне:
- 5 — компания Riso;
- 7 — СДМ-Банк отделение «Первомайское»; кафе «Однажды»;
- 11 — детский магазин kidsplaneta.ru;
- 13 — Капричио, продуктовый магазин;
- 13/96 — Московский колледж архитектуры и градостроительства.

По чётной стороне:
- 6 — Пенсионный фонд РФ.

## Транспорт

### Наземный транспорт
По 12-й Парковой улице на участке от Нижней Первомайской улицы до Измайловского проспекта проходит автобус 557. У северного конца улицы, на Первомайской улице, расположена остановка «13-я Парковая улица» автобусов 15, 257, 664, 974, т22, трамваев 11, 12, 34.

### Метро
- Станция метро «Первомайская» Арбатско-Покровской линии — северо-западнее улицы, на пересечении 9-й Парковой улицы с Первомайской улицей и Измайловским бульваром